# Jimmy Cliff
Jimmy Cliff, artiestennaam van James Chambers (Saint James, 30 juli 1944) is een Jamaicaanse reggaezanger. Hij is vooral bekend van de hits Wild world en Reggae night.

## Biografie
Cliff werd geboren als James Chambers. Op 14-jarige leeftijd verhuisde hij naar de hoofdstad Kingston om een muzikale carrière op te bouwen. Daar nam hij zijn artiestennaam "Jimmy Cliff" aan. Hij bracht twee singles uit die weliswaar niet succesvol waren, maar die hem wel in contact brachten met zijn ontdekker, Derrick Morgan. Deze bracht hem in contact met Leslie Kong. Hij produceerde Cliffs single Dearest Beverley. Het nummer werd op Jamaica een succes en Kong besloot na dit succes een eigen platenlabel op te richten: Beverley's. De samenwerking klikte goed en Kong bleef tot zijn overlijden in 1971 Cliffs platen produceren. Andere nummers die Cliff in deze periode opnam, waren onder andere Hurricane Hattie en Miss Jamaica. Buiten Jamaica bleven deze nummers onbekend.
In 1964 werd Cliff samen met Byron Lee & the Dragonaires uitgenodigd mede zijn land te vertegenwoordigen op de Wereldtentoonstelling in New York. De mondiale belangstelling voor ska waarop de organisatoren gehoopt hadden, bleef uit, maar de film This Is Ska die werd opgenomen, kwam onder de aandacht van het hoofd van Island Records, Chris Blackwell. Hij nodigde Cliff uit om zich in Engeland te vestigen en bood hem een platencontract aan. In 1966 verhuisde hij naar Londen, waar hij zeven jaar bleef wonen. Zijn eerste grote succes buiten Jamaica kwam echter pas in 1968 toen hij met het nummer Waterfall een songfestival in Brazilië won.
Een jaar later volgde zijn wereldwijde doorbraak met Wonderful world, beautiful people. Hij was daarmee naast Desmond Dekker een van de eerste artiesten die de wereld kennis lieten maken met reggae. In veel landen leverde dit nummer zijn eerste hit op, ook in de Verenigde Staten. De opvolger Vietnam deed het daar, vanwege het politieke karakter ervan, een stuk slechter. Het nummer werd wel geprezen door Bob Dylan, die het het beste protestlied dat hij ooit gehoord had, noemde. In Nederland werd Sufferin' in the land ook nog een klein hitje.
De Cat Stevens-cover Wild world betekende in 1970 voor Cliff voorlopig zijn laatste grote internationale hit. In diezelfde tijd had Desmond Dekker een grote hit met You can get it if you really want, dat oorspronkelijk van Cliff was. Hoewel Cliff na deze nummers nog wel populair bleef in Nederland en Vlaanderen, had hij in de Verenigde Staten en het Verenigd Koninkrijk tot 1994 geen hits meer. Hij verwierf nog wel bekendheid als hoofdrolspeler in de Jamaicaanse film The Harder They Come uit 1972. Het duurde tot 1975 voordat deze film bekend werd bij een groter publiek. De soundtrack van de film was voor het grootste deel gevuld met nummers die door Cliff werden gezongen. Ondanks het succes van de film, heeft hij geen vaste carrière als acteur kunnen opbouwen.
Na nog een paar albums te hebben uitgebracht, maakte Cliff, die inmiddels tot de islam bekeerd was, midden jaren zeventig een reis naar Afrika, op zoek naar zijn wortels. Na zijn terugkomst pakte hij de draad weer op. Begin jaren tachtig vormde hij de groep Oneness, die hem begeleidde bij concerten. In deze periode had Cliff een comeback in Nederland en Vlaanderen. In 1983 bereikte zijn Treat the youths right de hitparade. Het nummer was al populair in de Caraïben en wist dat dankzij een videoclip in Nederland ook te worden. Na dat nummer volgden nog Reggae night, Sunshine in the music en We all are one, afkomstig van de albums Special en The power and the glory. Hij werkte veel samen met oud-Wailer Peter Tosh en Kool & The Gang. Verder verzorgde hij in 1984 een optreden op Pinkpop en kreeg hij in 1986 een Grammy Award voor beste reggaealbum voor de lp Cliff Hanger. Datzelfde jaar speelde hij naast Robin Williams en Peter O'Toole in de komische film Club Paradise. Van deze film zong hij ook het titellied.
In de jaren negentig had hij nog twee keer een hit met een lied uit een film. In Amerika en Engeland stond hij in 1993 na 23 jaar weer in de hitparade met de Johnny Nash-cover I can see clearly now. Dit nummer was afkomstig uit Cool Runnings, een film over het Jamaicaanse bobteam dat in 1988 aan de Olympische Winterspelen meedeed. In 1995 zong hij samen met de Zuid-Afrikaanse muzikant Lebo M het nummer Hakuna Matata uit de Disneyfilm The Lion King. Dat nummer bereikte de elfde plaats in de Nederlandse Top 40 en de 46e in de Ultratop 50. In 1996 wordt er ook een remix van zijn plaat Breakout gemaakt door Visnadi.
Hoewel Cliff uit de schijnwerpers is verdwenen, maakt hij nog steeds muziek. Op zijn laatste album Black magic uit 2004 zingt hij onder andere duetten met Sting, Annie Lennox en Wyclef Jean. Op het album staan vooral nummers van zijn voorgaande album Fantastic plastic people uit 2002, maar dan in een elektronisch jasje in plaats van reggae. Op dit album staat ook een duet met de in 2002 overleden Clash-zanger Joe Strummer, van wie dit een van zijn laatste opnamen was. Op 19 juni 2008 was Cliff in Nederland voor een concert in Tivoli te Utrecht als onderdeel van een Europese tournee.
In 2010 werd Cliff als tweede reggae-artiest na Bob Marley opgenomen in de Rock and Roll Hall of Fame.
In 2012 kwam na een stilte van zeven jaar Rebirth uit. Het album kreeg lovende recensies en bracht Cliff terug naar zijn wortels: live opgenomen ska- en reggaenummers. Hij ontving er op 10 februari 2013 in het Staples Center en het Nokia Theater in Los Angeles zelfs een Grammy Award voor het beste reggaealbum voor.

## Discografie

### Albums
| Album met eventuele hitnotering(en) in de Nederlandse Album Top 100 | Datum van verschijnen | Datum van binnenkomst | Hoogste positie | Aantal weken | Opmerkingen |
| ------------------------------------------------------------------- | --------------------- | --------------------- | --------------- | ------------ | ----------- |
| Special                                                             |                       | 4-6-1983              | 31              | 6            |             |
| The power and the glory                                             |                       | 14-1-1984             | 22              | 18           |             |
| Rebirth                                                             |                       | 12-7-2012             | -               | -            |             |

### Singles
| Single met eventuele hitnotering(en) in de Nederlandse Top 40 | Datum van verschijnen | Datum van binnenkomst | Hoogste positie | Aantal weken | Opmerkingen                                                |
| ------------------------------------------------------------- | --------------------- | --------------------- | --------------- | ------------ | ---------------------------------------------------------- |
| Wonderful world beautiful people                              |                       | 22-11-1969            | 14              | 8            | Nr. 12 in de Single Top 100                                |
| Vietnam                                                       |                       | 21-2-1970             | 26              | 3            | Nr. 26 in de Single Top 100                                |
| Sufferin' in the land                                         |                       | 23-5-1970             | 29              | 3            | Nr. 26 in de Single Top 100                                |
| Wild world                                                    |                       | 5-9-1970              | 2               | 12           | Nr. 3 in de Single Top 100                                 |
| Synthetic world                                               |                       | 16-1-1971             | tip             |              |                                                            |
| Goodbye yesterday                                             |                       | 19-6-1971             | 32              | 3            | Nr. 25 in de Single Top 100                                |
| Synthetic world                                               |                       | 17-4-1976             | tip             |              |                                                            |
| Many Rivers to Cross                                          |                       | 22-7-1978             | tip             |              |                                                            |
| Treat the youths right                                        |                       | 21-5-1983             | 12              | 7            | Nr. 13 in de Single Top 100                                |
| Reggae night                                                  |                       | 10-12-1983            | 3               | 8            | Nr. 6 in de Single Top 100                                 |
| Sunshine in the music                                         |                       | 14-4-1984             | 8               | 7            | Nr. 13 in de Single Top 100                                |
| We all are one                                                |                       | 23-6-1984             | 32              | 3            | Nr. 33 in de Single Top 100 / TROS Paradeplaat Hilversum 3 |
| I can see clearly now                                         | 1993                  | -                     | -               |              | Nr. 39 in de Single Top 100                                |
| Hakuna matata                                                 | 1995                  | 10-6-1995             | 11              | 10           | met Lebo M / Nr. 10 in de Single Top 100                   |

| Single met hitnotering(en) in de Vlaamse Ultratop 50 | Datum van verschijnen | Datum van binnenkomst | Hoogste positie | Aantal weken | Opmerkingen          |
| ---------------------------------------------------- | --------------------- | --------------------- | --------------- | ------------ | -------------------- |
| Wonderful world, beautiful people                    | 24-10-1969            | 13-12-1969            | 13              | 5            | 13 in de Humo Top 20 |
| Wild world                                           | 07-08-1970            | 03-10-1970            | 7               | 7            | 5 in de BRT Top 30   |
| Goodbye yesterday                                    | 21-05-1971            | 10-07-1971            | 30              | 1            | 27 in de BRT Top 30  |
| On my life                                           | 13-07-1973            | 05-03-1977            | 29              | 2            | 26 in de BRT Top 30  |
| Treat the youths right                               | 11-07-1982            | 18-06-1983            | 22              | 4            | 21 in de BRT Top 30  |
| Reggae night                                         | 12-09-1983            | 24-12-1983            | 5(2wk)          | 8            | 4 in de BRT Top 30   |
| Sunshine in the music                                | 16-02-1984            | 10-03-1984            | 28              | 9            | 18 in de BRT Top 30  |
| We all are one                                       | 04-11-1983            | 16-06-1984            | 24              | 8            | 18 in de BRT Top 30  |
| I can see clearly now                                | 17-03-1993            | 03-09-1994            | 32              | 3            | 29 in de BRT Top 30  |
| Hakuna matata                                        | 21-02-1995            | 24-06-1995            | 46              | 3            | met Lebo M           |

### NPO Radio 2 Top 2000
| Nummers met noteringen in de NPO Radio 2 Top 2000 | '99  | '00 | '01  |
| ------------------------------------------------- | ---- | --- | ---- |
| Reggae Night                                      | 1742 | -   | -    |
| Wild World                                        | 1879 | -   | 1961 |

1. ↑  Een '-' betekent dat het nummer niet was genoteerd en een vetgedrukt getal geeft de hoogste notering van een nummer aan.
2. ↑  Deze tabel is bijgewerkt tot en met de laatste editie (2024).

- Biblioteca Nacional de España: XX876021
- Bibliothèque nationale de France: cb138925836 (data)
- Gemeinsame Normdatei: 123372666
- International Standard Name Identifier: 0000 0000 7827 3819
- Library of Congress Control Number: n91129989
- MusicBrainz: 2caa54a7-b08c-41da-b892-3a41abe778be
- Nationale Bibliotheek van Tsjechië: xx0031885
- Nationale Bibliotheek van Israël: 987007439311405171
- Nederlandse Thesaurus van Auteursnamen: 096883553
- SNAC: w6154s1b
- Système universitaire de documentation: 086912801
- Virtual International Authority File: 42024847
- WorldCat: E39PBJrGtWfYWJrHY6xJBvppT3